# Бельково (Рузский городской округ)
Бельково — деревня в Рузском районе Московской области России, входит в состав сельского поселения Дороховское. Население — 10 чел. (2010). До 2006 года Бельково входило в состав Старониколаевского сельского округа.
Деревня расположена в южной части района, в 10 километрах к югу от Рузы, на левом берегу реки Елица, высота центра над уровнем моря 168 м.

## Население
| 2002 | 2006 | 2010 |
| ---- | ---- | ---- |
| 13   | →13  | ↘10  |